# Nemesia caranhaci
Espèce
Nemesia caranhaci est une espèce d'araignées mygalomorphes de la famille des Nemesiidae.

## Distribution
Cette espèce est endémique de Crète en Grèce.

## Description
La carapace de la femelle holotype mesure 5,0 mm de long sur 3,7 mm.

## Étymologie
Cette espèce est nommée en l'honneur de Gilbert Caranhac du MNHN.

## Publication originale
- Decae, 1995 : Two new trapdoor spider species in the genus Nemesia Audouin, 1827 and the first report of this genus from Greece (Araneae, Mygalomorphae, Nemesiidae). Deinsea, vol. 2, p. 1-8 (texte intégral).